# Prudence Nobantu Mabele
Prudence Nobantu Mabele (Benoni, 21 de julio de 1971-10 de julio de 2017) fue una activista sudafricana que defendió los derechos de las mujeres y los niños que conviven con el VIH/SIDA y contra la violencia de género. Le diagnosticaron VIH/SIDA en 1990 apenas cumplidos los 19 años haciendo pública esta circunstancia en 1992. Creó la Red de Mujeres Positivas en 1996. Trabajó con ONUSIDA y también se graduó como sangoma (curandera). Recibió muchos premios, incluido el Premio Felipa de Souza en 1999. En 2004, fue designada relevo para portar la llama olímpica. Murió en 2017 y en su memoria la Sociedad Internacional del SIDA instituyó un premio anual para activistas en favor de la igualdad de género.

## Infancia
Prudence Nobantu Mabele nació en el municipio de Wattville, cerca de Benoni, en el este de Johannesburgo, Sudáfrica, el 21 de julio de 1971. Fue criada por su abuela Nosifako Elizabeth Mabele y su abuelo July Mabele ya que su madre estaba en el exilio y su padre era un soldado uMkhonto we Sizwe. Fue la mayor de cuatro hermanas. Abandonó Wattville para cursar educación secundaria en Pietermaritzburg. Más tarde, asistió al Technikon Witwatersrand en Ciudad del Cabo.
Fue diagnosticada por primera vez de VIH/SIDA en 1990. A pesar de las dificultades ocasionadas por el diagnóstico de infección por VIH a tan temprana edad, Prudence obtuvo con éxito la diplomatura en Ingeniería eléctrica de corrientes ligeras en 1994. Sus otros logros académicos incluyen una Diplomatura en Psicología en el Intec College en 1996, una Diplomatura en Gerencia del Wits Business School y los  Certificados en "Mujeres en Gerencia", "Liderazgo en VIH y SIDA" y "Monitoreo y Evaluación para Programas de Salud Sexual y Reproductiva". . 

## Carrera profesional
En 1992, Prudence Mabele hizo público su estado serológico positivo, convirtiéndose en una de las primeras mujeres sudafricanas en hacerlo. Se convirtió en activista para la concientización sobre el VIH y fundó la Red de Mujeres Positivas en 1996. En el momento de su muerte, Mabele era Presidenta de la Sociedad para la Mujer y el SIDA en África y Vicepresidenta del Foro de la Sociedad Civil – Consejo Nacional Sudafricano sobre el SIDA. Mabele fue copresidenta fundadora de WomenNOW! Cumbre sobre la salud y la justicia sexual y reproductiva de las mujeres panafricanas y de la diáspora africana. También fue colaboradora frecuente del Programa Conjunto de las Naciones Unidas sobre el VIH/SIDA (ONUSIDA).
Mabele completó su formación como sangoma (médica tradicional) en 2004. Tomó ARV cuando estuvieron disponibles en el sistema de salud pública de Sudáfrica. Apoyó el uso de ARV  porque ella misma había visto en primera persona su propio deterioro causado por el SIDA. Mabele respondió a este compromiso convirtiéndose en curandera tradicional. Mabele fue el objetivo de una marcha en 2004 cuando más de 500 curanderos tradicionales marcharon a su encuentro para entregarle una petición contra la Campaña de Acción por el Tratamiento (TAC). El problema era que TAC solo promocionaba los ARV y no contaba con la medicina tradicional.

## Promoción de género
Mabele fue una firme defensora de acabar con la violencia contra las mujeres y fue miembro de la Campaña One in Nine. One in Nine comenzó en respuesta al juicio por violación de Jacob Zuma, quien en ese momento era vicepresidente. One in Nine se llama así por el hecho de que solo una de cada nueve mujeres en Sudáfrica denuncian delitos a la policía, una clara evidencia de cuán inaccesibles y poco acogedores son la policía y el sistema judicial en Sudáfrica. Ella comentó: "Creo que la calidad del liderazgo de las mujeres es incluso más importante que el número de mujeres en el liderazgo". Mabele fue una de las fundadoras de la campaña Bring Back Our Girls South Africa. También protagonizó una película llamada Sunshine Boutique. 

## Premios y reconocimientos
Mabele recibió el honor de llevar la llama olímpica como parte de un relevo de la antorcha internacional para los Juegos Olímpicos de 2004 en Grecia. Recibió muchos premios de derechos humanos a lo largo de su carrera. Estos incluyen el Premio Mujer de Coraje de Aldeas Infantiles SOS, el Premio Principal a la Mujer del gobierno provincial de Gauteng, el reconocimiento de la revista Out´s por su participación en el activismo contra el VIH/SIDA y el premio de Reconocimiento a la respuesta en el lugar de trabajo de Eskom. En 1999, la Comisión Internacional Gay y Lesbiana de Derechos Humanos le otorgó el Premio Felipa de Souza.

## Muerte y legado
Prudence Mabele murió de neumonía el 10 de julio de 2017, a la edad de 45 años. Para marcar su legado, la Sociedad Internacional del SIDA estableció un premio en efectivo de $25,000 para activistas por la Igualdad de género, financiado por la Fundación Ford, la Open Society Foundations y la Positive Wome´s Netvork of South Africa. El primer premio fue otorgado a la defensora de las trabajadoras sexuales Duduzile Dlamini en Ámsterdam en 2018.